# 14149 Yakowitz
14149 Yakowitz è un asteroide della fascia principale. Scoperto nel 1998, presenta un'orbita caratterizzata da un semiasse maggiore pari a 2,3339002 UA e da un'eccentricità di 0,0742150, inclinata di 6,35517° rispetto all'eclittica.